# ジョン・アースキン (第20代マー伯爵)
第20代マー伯爵ジョン・アースキン（英語: John Erskine, 20th Earl of Mar PC、1585年頃 – 1654年）は、スコットランド貴族。1634年までアースキン卿の儀礼称号を使用した。

## 生涯
第19代マー伯爵ジョン・アースキンと1人目の妻アン・ドラモンド（Anne Drummond、1587年12月23日没、第2代ドラモンド卿デイヴィッド・ドラモンドの娘）の息子として、1585年頃に生まれた。1603年5月22日にグレイ法曹院に入り、1605年8月30日にオックスフォード大学よりM.A.の学位を授与された。
1610年5月30日、ヘンリー・フレデリック・ステュアートのプリンス・オブ・ウェールズ叙爵に伴いバス騎士団員に叙された。1615年から1638年までエディンバラ城総督を、1620年から1626年までと1628年から1630年までスコットランド民事控訴院特別判事（Extraordinary Lord of Session）を務めたほか、スコットランド枢密院の枢密顧問官も務めた。
1634年12月14日に父が死去すると、マー伯爵の爵位を継承、1638年にはスターリングシャーのシェリフダムにおける世襲的司法権を8,000ポンドでチャールズ1世に売却した。また、スコットランドでの領地を一部売却して得た資金でアイルランドでの領地を購入した。
1641年、議会によって枢密顧問官に任命されたが、同年に国王派に寝返ったため、領地を没収された。
1654年に死去、息子ジョンが爵位を継承した。

## 家族
1610年2月6日、クリスチャン・ヘイ（Christian Hay、1668年5月24日没、第9代エロル伯爵フランシス・ヘイの娘）と結婚、2男2女をもうけた。
- ジョン（1668年没） - 第21代マー伯爵
- フランシス（Francies、1662年没）
- エリザベス（1683年没） - 1641年7月20日、第2代ネイピア卿アーチボルド・ネイピア（英語版）と結婚、子供あり
- メアリー - 生涯未婚